# Nichtbenutzungseinrede
Die Nichtbenutzungseinrede ist ein Verteidigungsmittel eines Zeichenbenutzers oder Inhabers einer Marke mit jüngerem Zeitrang gegen einen Angriff des Inhabers einer Marke mit älterem Zeitrang.

## Rechtsdogmatische Grundlage
Rechtsdogmatisch fußt die Nichtbenutzungseinrede auf dem in der gesamten Rechtsordnung geltenden Grundsatz der unzulässigen Rechtsausübung. Dieser besagt, dass es rechtsmissbräuchlich ist, aus einer nur formalen, in materieller Hinsicht aber nicht haltbaren Rechtsposition heraus Rechte gegen andere geltend zu machen und diesen dadurch Schaden zuzufügen. Der Grundsatz der unzulässigen Rechtsausübung gilt auch im Markenrecht. Auf dieses übertragen bedeutet er, dass Angriffe auf Basis einer eingetragenen Marke dann als rechtsmissbräuchlich anzusehen sind, wenn die Marke nur ein Formalrecht darstellen sollte. Das Markengesetz hat als Voraussetzung zur Vermeidung eines bloßen Formalcharakters einer eingetragenen Marke das Kriterium der so genannten rechtserhaltenden Benutzung geschaffen. 

## Das Prinzip der rechtserhaltenden Benutzung
Rechtsgrundlage für die Nichtbenutzungseinrede ist also das Erfordernis der rechtserhaltenden Benutzung. Dieses ist durch § 26Markengesetz (MarkenG) normiert. Absatz 1 der genannten Vorschrift lautet: „Soweit die Geltendmachung von Ansprüchen aus einer eingetragenen Marke… davon abhängig ist, dass die Marke benutzt worden ist, muss sie von ihrem Inhaber für die Waren oder Dienstleistungen, für die sie eingetragen ist, im Inland ernsthaft benutzt worden sein, es sei denn, dass berechtigte Gründe für die Nichtbenutzung vorliegen“.

### Benutzung durch den Markeninhaber
Dem Wortlaut des § 26 Abs. 1 MarkenG ist zu entnehmen, dass die rangältere Marke von ihrem Inhaber benutzt worden sein muss. Allerdings gilt gemäß § 26 Abs. 2 MarkenG „die Benutzung der Marke mit Zustimmung des Inhabers… als Benutzung durch den Inhaber“. Bei dieser Ausnahmeregelung ist insbesondere an die Benutzung durch den Lizenznehmer eines Markenlizenzvertrages gedacht.

### Benutzung für die zugehörigen Waren und/oder Dienstleistungen
Eine Benutzung der Marke für irgendwelche beliebigen Waren oder Dienstleistungen reicht nicht aus. Vielmehr muss die rangältere Marke für diejenigen Waren bzw. Dienstleistungen benutzt worden sein, für die sie im Markenregister eingetragen ist, um den an eine rechtserhaltende Benutzung gestellten gesetzlichen Anforderungen (siehe oben) zu genügen. Wurde die Marke nur für einen Teil der zugehörigen Waren oder Dienstleistungen benutzt, so liegt nur bezüglich des entsprechenden Teils des Waren- und Dienstleistungsverzeichnisses eine rechtserhaltende Benutzung der Marke vor.

### Benutzung im Inland
Die rangältere Marke muss nach der Vorgabe des § 26 Abs. 1 MarkenG (siehe oben) im Inland benutzt worden sein. „Inland“ ist der Geltungsbereich des deutschen Markengesetzes, also das Territorium der Bundesrepublik Deutschland. Daraus folgt, dass eine ausschließliche Benutzung der Marke im Ausland grundsätzlich keine rechtserhaltende Benutzung im Sinne des (i. S. d.) § 26 MarkenG sein kann. Allerdings bestimmt § 26 Abs. 4 MarkenG, dass „als Benutzung im Inland… auch das Anbringen der Marke auf Waren oder deren Aufmachung oder Verpackung im Inland“ gilt, „wenn die Waren ausschließlich für die Ausfuhr bestimmt sind“.

### Ernsthafte Benutzung
Um den gesetzlichen Anforderungen an eine rechtserhaltende Benutzung gerecht zu werden, genügt es insbesondere nicht, die Marke nur zum Schein zu benutzen, etwa um den gesetzlichen Benutzungszwang zu umgehen. Vielmehr müssen ernsthafte Benutzungshandlungen gegeben sein. Ausreichend zur Erfüllung des Kriteriums Ernsthaftigkeit einer Benutzung sind nach ständiger höchstrichterlicher Rechtsprechung nur solche Benutzungshandlungen, die nach Art, Umfang und Dauer dem Zweck des Benutzungszwangs entsprechen, nämlich die Geltendmachung lediglich formaler Markenrechte zu verhindern. Ob eine Benutzungshandlung im konkreten Einzelfall als „ernsthaft“ zu werten ist, hängt von den jeweiligen Umständen ab. Hierbei muss man sich am Verkehrsüblichen und wirtschaftlich Angebrachten orientieren. In der Regel wird eine nennenswerte Dauer, ebenso wie ein gewisser Umfang der Benutzungshandlungen zu fordern sein. In jedem Fall müssen die Benutzungshandlungen „funktionsgerecht“ sein, d. h. die Marke muss geeignet sein, die markierten Produkte zu identifizieren und von gleichen oder ähnlichen Produkten anderer Herkunft zu unterscheiden.

### Abweichungen von der eingetragenen Form der Marke
Wird die rangältere Marke nicht in der Form benutzt, in der sie im Markenregister eingetragen ist, sondern in einer hiervon abweichenden Form, so kann gleichwohl eine rechtserhaltende Benutzung gegeben sein. Gemäß § 26 Abs. 3 Satz 1 MarkenG gilt eine derartige Benutzung als rechtserhaltend, „soweit die Abweichungen den kennzeichnenden Charakter der Marke nicht verändern“. Die vorgenannte Norm „ist auch dann anzuwenden, wenn die Marke in der Form, in der sie benutzt worden ist, ebenfalls eingetragen ist“.

### Ausnahme vom Benutzungserfordernis
Gemäß § 26 Abs. 1, letzter Halbsatz MarkenG ist für die Rechtserhaltung einer eingetragenen Marke eine Benutzung ausnahmsweise nicht erforderlich, wenn „berechtigte Gründe für die Nichtbenutzung vorliegen“. Dem Markeninhaber obliegt es, gegebenenfalls solche „berechtigten Gründe“ darzulegen. Eine Rechtfertigung der Nichtbenutzung kommt vornehmlich dann in Betracht, wenn eine Benutzung der Marke unzumutbar wäre. Hierbei ist auf die besonderen Umstände des konkreten Einzelfalles abzustellen. Als berechtigte Gründe für eine Nichtbenutzung werden insbesondere Tatbestände höherer Gewalt wie Naturkatastrophen, Krieg, Kriegsfolgen und dgl., nicht aber allgemeine wirtschaftliche Schwierigkeiten eines Unternehmens, etwa als Folge unternehmerischer Fehlentscheidungen, anzuerkennen sein.

## Anwendungsfälle der Nichtbenutzungseinrede

### Widerspruchsverfahren gegen die Eintragung einer jüngeren Marke
Wenn der Inhaber einer rangälteren eingetragenen Marke (Widerspruchsmarke) gegen die Eintragung einer jüngeren Marke Widerspruch (§ 42MarkenG) wegen (angeblicher) vorrangiger Rechte (vgl. § 9, § 10 und § 11MarkenG) erhebt, so kann ihm der Inhaber der jüngeren Marke die Einrede der Nichtbenutzung der Widerspruchsmarke entgegenhalten, § 43 Abs. 1 Satz 1 MarkenG. Die vorgenannte Vorschrift bestimmt in diesem Fall, dass der Widerspruchsführer die rechtserhaltende Benutzung der Widerspruchsmarke „innerhalb der letzten fünf Jahre vor der Veröffentlichung der Eintragung“ der angegriffenen jüngeren „Marke glaubhaft zu machen“ hat, sofern die rangältere Widerspruchsmarke „im Zeitpunkt der Veröffentlichung der Eintragung der ‚jüngeren Marke‘“ „seit mindestens fünf Jahren eingetragen ist“.
„Endet der Zeitraum von fünf Jahren der Nichtbenutzung nach der Veröffentlichung der Eintragung, so hat der Widersprechende, wenn der Gegner die Benutzung bestreitet, glaubhaft zu machen, dass die Marke innerhalb der letzten fünf Jahre vor der Entscheidung über den Widerspruch gemäß § 26 benutzt worden ist“, § 43 Abs. 1 Satz 2 MarkenG.
„Bei der Entscheidung werden nur die Waren oder Dienstleistungen berücksichtigt, für die die Benutzung glaubhaft gemacht worden ist“, § 43 Abs. 1 Satz 3 MarkenG. Das bedeutet, dass die Nichtbenutzungseinrede nur bezüglich derjenigen Waren oder Dienstleistungen der Widerspruchsmarke greift, für die dem Widerspruchsführer die Glaubhaftmachung einer rechtserhaltenden Benutzung (oder die Rechtfertigung einer Nichtbenutzung) im Sinne von § 26 MarkenG (siehe oben) nicht gelingt.

### Löschungsverfahren wegen rangälterer Markenrechte
Gemäß § 55 Abs. 1 MarkenG ist gegen den als Inhaber einer Marke Eingetragenen (oder dessen Rechtsnachfolger) die Klage auf Löschung wegen des Bestehens älterer Rechte (§ 51MarkenG) statthaft. Dem Inhaber der angegriffenen jüngeren Marke steht in diesem Fall als Verteidigungsmittel die Nichtbenutzungseinrede zur Verfügung: „Ist die Klage auf Löschung vom Inhaber der eingetragenen Marke mit älterem Zeitrang erhoben worden, so hat er auf Einrede des Beklagten nachzuweisen, dass die Marke innerhalb der letzten fünf Jahre vor Erhebung der Klage gemäß § 26 benutzt worden ist, sofern sie zu diesem Zeitpunkt seit mindestens fünf Jahren eingetragen ist“, § 55 Abs. 3 Satz 1 MarkenG.
„Endet der Zeitraum von fünf Jahren der Nichtbenutzung nach Erhebung der Klage, so hat der Kläger auf Einrede des Beklagten nachzuweisen, dass die Marke innerhalb der letzten fünf Jahre vor dem Schluss der mündlichen Verhandlung gemäß § 26 benutzt worden ist“, § 55 Abs. 1 Satz 2 MarkenG.
Insoweit gleichen die Voraussetzungen für ein Wirksamwerden der Nichtbenutzungseinrede den entsprechenden Voraussetzungen beim Widerspruchsverfahren (§ 43 Abs. 1 Satz 1 und 2 MarkenG, siehe oben).
„War die Marke mit älterem Zeitrang am Tag der Veröffentlichung der Eintragung der Marke mit jüngerem Zeitrang bereits seit mindestens fünf Jahren eingetragen, so hat der Kläger auf Einrede des Beklagten ferner nachzuweisen, dass die Eintragung der Marke mit älterem Zeitrang an diesem Tag nicht nach § 49 Abs. 1 MarkenG hätte gelöscht werden können“, § 55 Abs. 1 Satz 3 MarkenG.
„Bei der Entscheidung werden nur die Waren und Dienstleistungen berücksichtigt, für die die Benutzung nachgewiesen worden ist“, § 55 Abs. 1 Satz 4 MarkenG. Vorgenannte Vorschrift entspricht hinsichtlich ihrer Voraussetzungen wiederum exakt der Regelung im Widerspruchsverfahren (§ 43 Abs. 1 Satz 3 MarkenG, siehe oben).

### Markenverletzungsverfahren
Wenn jemand ein Zeichen, z. B. eine geschäftliche Bezeichnung (Unternehmenskennzeichen, Werktitel, (vgl. § 5MarkenG)) oder eine Marke zur Kennzeichnung von Waren oder Dienstleistungen verwendet, so können dem Inhaber einer mit dem jüngeren Zeichen identischen oder ähnlichen rangälteren Marke gegen den Zeichenbenutzer Ansprüche auf Unterlassung und Schadensersatz (§ 14MarkenG), auf Warenvernichtung und -rückruf (§ 18MarkenG), auf Auskunftserteilung (§ 19MarkenG), auf Vorlage und Besichtigung (§ 19aMarkenG), auf Sicherung von Schadensersatzansprüchen (§ 19bMarkenG) und auf Urteilsbekanntmachung (§ 19cMarkenG) zustehen. Der Inhaber der rangälteren Marke kann diese Ansprüche im Wege der Klage gerichtlich geltend machen. Allerdings stehen ihm die Ansprüche nicht zu, wenn die rangältere „Marke innerhalb der letzten fünf Jahre vor der Geltendmachung des Anspruchs für die Waren oder Dienstleistungen, auf die er sich zur Begründung seines Anspruchs beruft, nicht gemäß § 26 benutzt worden ist, sofern die Marke zu diesem Zeitpunkt seit mindestens fünf Jahren eingetragen ist“, § 25 Abs. 1 MarkenG. In diesem Fall hat der Beklagte (Zeichenbenutzer) gemäß § 25 Abs. 2 MarkenG die Möglichkeit, durch Erhebung der Nichtbenutzungseinrede die Ansprüche des Klägers (Inhaber der rangälteren Marke) abzuwehren. Die Voraussetzungen des § 25 Abs. 2 MarkenG für den – dem Kläger obliegenden – Nachweis einer rechtserhaltenden Benutzung der rangälteren Marke entsprechen weitestgehend der Regelung des § 55 Abs. 3 MarkenG für den Fall einer Löschungsklage gegen den Inhaber einer jüngeren eingetragenen Marke (siehe oben).